# Hayward (Minnesota)
Hayward és una població dels Estats Units a l'estat de Minnesota. Segons el cens del 2000 tenia 249 habitants.

## Demografia
Segons el cens del 2000, Hayward tenia 249 habitants, 111 habitatges, i 74 famílies. La densitat de població era de 155,1 habitants per km².
Dels 111 habitatges en un 24,3% hi vivien nens de menys de 18 anys, en un 55% hi vivien parelles casades, en un 8,1% dones solteres, i en un 34,2% no eren unitats familiars. En el 34,2% dels habitatges hi vivien persones soles el 22,5% de les quals corresponia a persones de 65 anys o més que vivien soles. El nombre mitjà de persones vivint en cada habitatge era de 2,24 i el nombre mitjà de persones que vivien en cada família era de 2,84.
Per edats la població es repartia de la següent manera: un 23,3% tenia menys de 18 anys, un 6,4% entre 18 i 24, un 20,1% entre 25 i 44, un 30,1% de 45 a 60 i un 20,1% 65 anys o més.
L'edat mediana era de 46 anys. Per cada 100 dones de 18 o més anys hi havia 91 homes.
La renda mediana per habitatge era de 33.750 $ i la renda mediana per família de 52.500 $. Els homes tenien una renda mediana de 30.536 $ mentre que les dones 22.361 $. La renda per capita de la població era de 19.750 $. Entorn del 4,4% de les famílies i el 5% de la població estaven per davall del llindar de pobresa.

## Poblacions més properes
El següent diagrama mostra les poblacions més properes.